# Buforania
Buforania is een geslacht van rechtvleugeligen uit de familie veldsprinkhanen (Acrididae). De wetenschappelijke naam van dit geslacht is voor het eerst geldig gepubliceerd in 1920 door Sjöstedt.

## Soorten
Het geslacht Buforania omvat de volgende soorten:
- Buforania crassa Sjöstedt, 1920
- Buforania rufa Sjöstedt, 1920